# Uterus arcuatus
Der Uterus arcuatus („bogenförmige Gebärmutter“) ist eine angeborene anatomische Veränderung der Gebärmutter (Uterus), die bei fehlender Funktionsstörung lediglich als Variante oder als milde Form einer Fehlbildung, des Uterus bicornis bzw. Uterus septus angesehen werden kann.

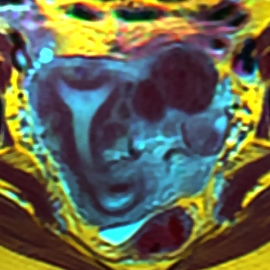
MRT eines Uterus actuatus

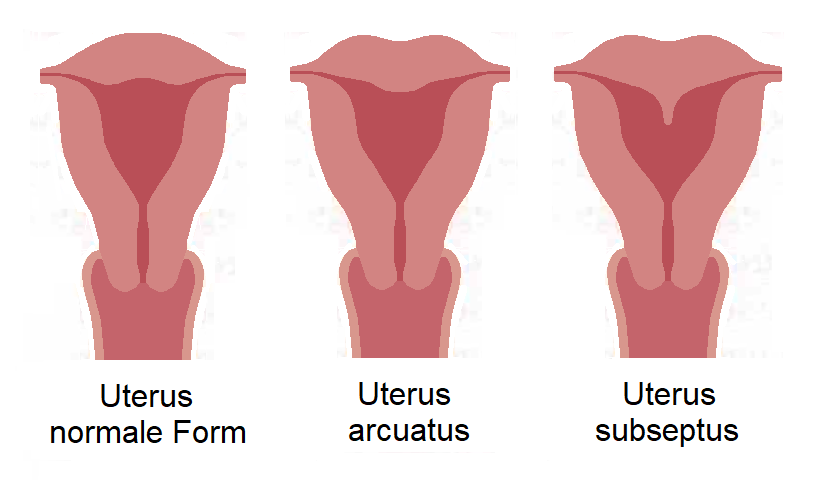

## Pathologie
Die Gebärmutterhöhle (Cavum uteri) ist im Fundus (Gebärmutterkuppe) nicht gerade oder konvex (nach außen), sondern konkav (nach innen gewölbt), die Muskelschicht (Myometrium) formt ein angedeutetes Septum.
Ursache ist eine Störung in der Embryonalentwicklung, bei der nach Verschmelzung der Müller-Gänge die Rückbildung des zentralen, sagittal verlaufenden bindegewebigen Septums nicht ganz vollständig erfolgt ist.

## Verbreitung
Die Häufigkeit wird auf 3,9 % geschätzt.

## Klinische Erscheinungen
Die klinische Bedeutung im Falle einer Schwangerschaft ist umstritten.

## Diagnose
Die Diagnose kann mittels Sonografie und/oder Kernspintomographie gestellt werden.

## Differentialdiagnose
Abzugrenzen sind der Uterus septus und Uterus bicornis.